# Ruth Humbel Näf

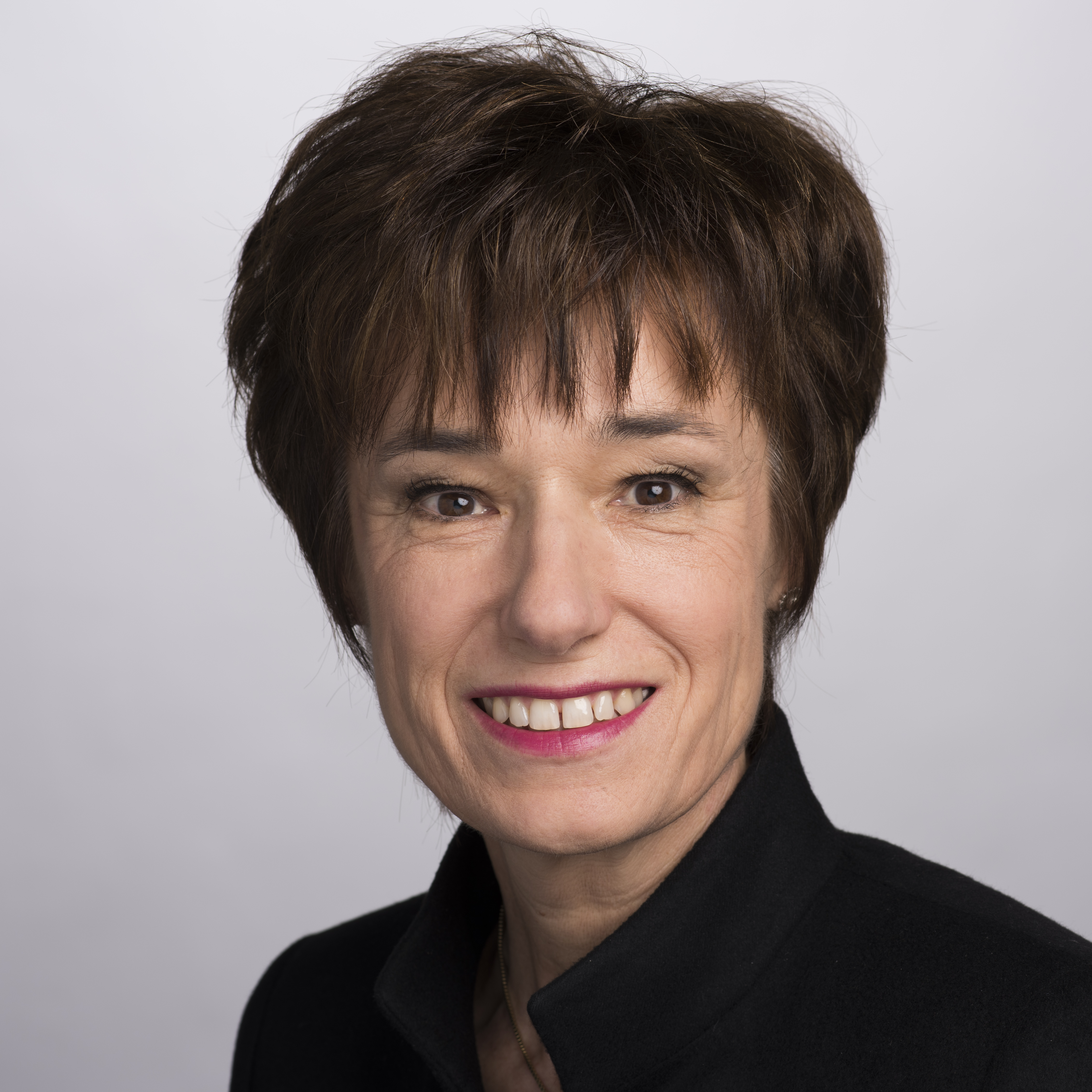
Ruth Humbel Näf (2019)

Ruth Humbel Näf (* 23. Juli 1957 in Baden, heimatberechtigt in Birmenstorf und Ittenthal) ist eine Schweizer Politikerin (Die Mitte, vormals CVP), Beraterin im Gesundheitswesen und Orientierungsläuferin.

## Leben
Humbel wohnt in Birmenstorf, ist ausgebildete Primarlehrerin sowie Juristin und arbeitete von 2001 bis 2008 als Leiterin der Region Mitte des Krankenkassenverbandes Santésuisse. Humbel war mit dem Althistoriker Beat Näf verheiratet, mit dem sie zwei Kinder hat. Der CVP-Politiker Beda Humbel war ihr Onkel.

## Politik
Von 1981 bis 2003 sass sie im Grossen Rat des Kantons Aargau; in den Schweizer Parlamentswahlen 2003 wurde sie in den Nationalrat gewählt. In den Wahlen 2007, 2011, 2015 und 2019 wurde sie wiedergewählt.
Im Nationalrat war sie als Gesundheitspolitikerin Mitglied der Kommission für soziale Sicherheit und Gesundheit,  zudem gehörte sie der Staatspolitischen Kommission und der Begnadigungskommission der Vereinigten Bundesversammlung an. Bis 2007 hatte sie Einsitz in der Sicherheitspolitischen Kommission des Nationalrats und der Gerichtskommission der Vereinigten Bundesversammlung.
Per 26. Februar 2023 trat Humbel vorzeitig aus dem Nationalrat zurück.

### Interessenbindungen
Humbel ist Präsidentin des Verwaltungsrates der Klinik Villa im Park in Rothrist, Verwaltungsrätin der Kranken- und Unfallversicherung Concordia Schweizerische Kranken- und Unfallversicherung in Luzern sowie der Zurzach Care in Bad Zurzach.
Sie ist Präsidentin des Stiftungsrates der Stiftung VITA Parcours in Zürich und Mitglied der Stiftungsräte der Schweizerischen Stiftung für Klinische Krebsforschung in Bern, der Stiftung Schweizerische Akademie für Chiropraktik in Bern, der Stiftung Alterszentrum Lindenhof in Oftringen und der Theraplus, Stiftung für Therapiebegleitung in Fislisbach sowie Mitglied der Stiftung Pro Senectute Kanton Aargau.
Sie ist Präsidentin der Interessengemeinschaft IG Seltene Krankheiten in Bern und Mitglied der IG Biomedizinische Forschung und Innovation in Basel. Zudem ist sie u. a. Mitglied im Rotary Club Baden-Rohrdorferberg.

## Sport

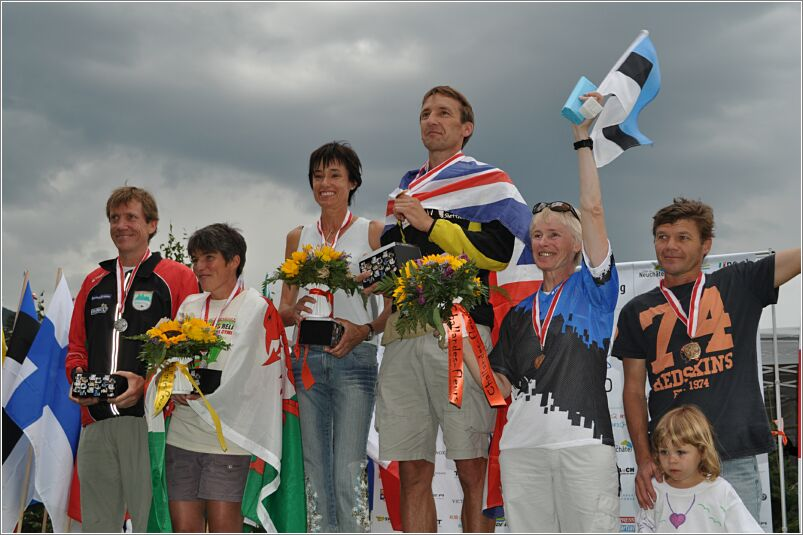
Ruth Humbel auf dem Podest der Orientierungslauf-WM 2010

Ruth Humbel war langjährige Spitzenläuferin im Orientierungslauf und von 1975 bis 1987 Mitglied im Schweizer Nationalkader. Sie nahm an sieben Weltmeisterschaften teil und gewann dabei dreimal Bronze mit der Staffel. Fünf Mal war sie Schweizer Meisterin im Einzel-Orientierungslauf. 2010 gewann sie die Orientierungslauf-Weltmeisterschaft im Sprint und in der Langdistanz der Senioren (Kategorie W 50).